# Bruce Smeaton
Bruce Smeaton (* 5. März 1938 in Melbourne) ist ein australischer Filmkomponist und Musiker.
Bruce Smeaton spielte und komponierte für die Air Force Band. Seit Anfang der 1970er Jahre ist er als Filmkomponist für internationale Produktionen tätig. 1984 wurde er mit dem Australian Film Institute Award für die beste Filmmusik bei Street Hero ausgezeichnet. Er war über die Jahre fünfmal nominiert gewesen.

## Filmografie (Auswahl)
- 1973: Sieben kleine Australier (Seven little Australians, Fernsehserie, 10 Folgen)
- 1974: Die Killer-Autos von Paris (The Cars That Ate Paris)
- 1975: Picknick am Valentinstag (Picnic at Hanging Rock)
- 1978: Das Geheimnis des blinden Meisters (Circle of Iron)
- 1983: Die Koralleninsel (The Coral Island, Fernsehserie, 9 Folgen)
- 1984: Street Hero
- 1984: Rückkehr aus einer anderen Welt (Iceman)
- 1985: Eleni
- 1985: Eine demanzipierte Frau (Plenty)
- 1987: Roxanne
- 1988: Ein Schrei in der Dunkelheit (Evil Angels)
- 1990: Wendy – Wenn Träume wahr werden (Wendy Cracked a Walnut)
- 1999: The Missing
- 2000: The Day Neil Armstrong Walked on the Moon